# Liste des arrêtés de protection de biotope de la Mayenne
La liste des arrêtés de protection de biotope de Mayenne présente les arrêtés de protection de biotope du département de la Mayenne.

L’arrêté de protection de biotope est un outil réglementaire issue de la loi du 10 juillet 1976, relative à la protection de la nature. La création d'un arrêté de protection de biotope revient au préfet de département, généralement sur proposition d’association de protection de la nature.

## Liste
| Nom                                 | commune                        | Date de création           | Superficie(ha) | Motif de la protection                                                                                         | Remarques | Localisation | Illustration |
| ----------------------------------- | ------------------------------ | -------------------------- | -------------- | --- | --------- | ------------ | ------------ |
| Tourbière du Gros Chêne             | Marcillé-la-Ville              | Arrêté du 5 septembre 1989 | 0,27           | Flore : Drosera à feuilles rondes, Trèfle d'eau, Potentille des marais                                         |           |              |              |
| Lande humide de Villepail           | Villepail                      | Arrêté du 5 septembre 1989 | 3,09           | Flore : Drosera à feuilles rondes, Lycopode inondé. Faune : Lézard vivipare, Agrion de Mercure, Sympétrum noir |           |              |              |
| Rivière le Sarthon et ses affluents | Ravigny, Saint-Pierre-des-Nids | Arrêté du 27 juillet 1992  | 176,68         | Piscifaune : Truite fario                                                                                      |           |              |              |